# Котова, Раиса Васильевна
Раи́са Васи́льевна Ко́това (20 мая 1939, станица Алексеевская, Орджоникидзевский край, СССР  — 10 мая 2019, Москва, Россия) — советская и российская оперная певица, меццо-сопрано, контральто. Педагог.

## Биография
Раиса Котова родилась в станице Алексеевской, названной так в честь царя Алексея Михайловича. Певица неоднократно признавалась в том, что окружающая ее с детства природа Ставрополья и явилась теми истоками вдохновения, теми корнями, которые пробудили в ней физическую необходимость к пению, к иному восприятию мира. Позднее семья Котовых переехала жить в село Пелагиаду, здесь и закончила Раиса Пелагиадскую среднюю школу №3 в 1956 году.
Окончив школы с серебряной медалью, Раиса Котова поступает в Ставропольское музыкальное училище (класс Людмилы Крупяной) и затем в 1965 г. — в Московскую консерваторию (класс Елены Катульской). После окончания консерватории Раиса Котова прослушивается в Большой театр, но, отметив вокальные достоинства певицы, комиссия отказывает в приеме «из-за отсутствия вакансии», и она уезжает работать в Новосибирский оперный театр.
Солистка Новосибирского театра оперы и балета (1965—1974), Московской филармонии (1974—1975), затем — Большого театра (1976—1996).
Для Новосибирского театра оперы и балета спектакль с участием Раисы Котовой становился событием, по оценке режиссёра театра Л. Г. Куколева, который отмечает исключительную актёрскую интуицию певицы и завораживающую силу впечатления, производимого её необычным голосом в мистических сценах.
В первый же год были спеты партии Леля, Керубино, Кончаковны, Графини, Полины, Гувернантки, Княжны Марьи в «Войне и мире», цыганки Стеши в Декабристах Ю. Шапорина и многие другие. Параллельно с оперно-сценической деятельностью певица начинает работу над концертными программами. Интенсивная работа позволила ей в короткий срок освоить ведущие партии «своего» репертуара. Вскоре в театре стали ставить спектакли в расчете именно на контральто Котовой. Были поставлены такие спектакли как «Садко», где она с успехом спела Нежату, «Иван Сусанин», спектакль в котором новосибирцы услышали неподдельного Ваню, была поставлена «Хованщина», где Раиса Котова с огромным успехом спела Марфу.
На сцене Большого театра дебютировала в партии Марты («Фауст» Ш. Гуно) в 1974 г., а в 1976 г. стала солисткой театра, в оперной труппе которого прослужила до декабря 1996 г.  Исполнила более сорока партий.  Вела также большую концертную работу.  Обладая огромным камерным репертуаром, Раиса Котова являлась подлинным мастером этого жанра, но редкий голос с трехоктавным диапазоном и уникальным тембром ставит ее в один ряд с выдающимися исполнителями именно оперного жанра.
Большую известность получила благодаря участию в первом исполнении в СССР кантаты «История доктора Иоганна Фауста» Альфреда Шнитке на фестивале современной музыки «Московская осень» (1983). Первоначально роль Мефистофеля готовила Алла Пугачёва[значимость факта?], но после первой репетиции с Пугачёвой концерт был запрещён. Премьера «Фауста» состоялась в Вене и только через четыре месяца, 23 октября 1983 г. (после многих ходатайств и несмотря на продолжающиеся препоны) — в Москве, а потом, в 1984 году — в Ленинграде (с Раисой Котовой в роли Мефистофеля-карателя).
В 1986 г. — дипломант IV Всесоюзного конкурса вокалистов им. М. И. Глинки.
В дальнейшем также — музыкальный педагог.
Скончалась в Москве 10 мая 2019 г. Прах захоронен 18 июня (на 40-й день) в селе Пелагиада Шпаковского района Ставропольского края.

## Театральные работы
- 1974 — Марта («Фауст» Ш. Гуно)
- 1976 — Ратмир («Руслан и Людмила» М. Глинки)
- 1976 — Мать Семена («Семён Котко» С. Прокофьева)
- 1976 — Княгиня («Русалка» А. Даргомыжского)
- 1976 — Бабушка («Снежная королева» М. Раухвергера)
- 1977 — Кончаковна («Князь Игорь» А. Бородина)
- 1977 — Власьевна («Псковитянка» Н. Римского-Корсакова)
- 1977 — Хивря («Семён Котко» С. Прокофьева)
- 1977 — Губернаторша («Мёртвые души» Р. Щедрина) — в концертном исполнении
- 1977 — Берта («Севильский цирюльник» Дж. Россини)
- 1978 — Гувернантка («Пиковая дама» П. Чайковского)
- 1978 — Бобылиха («Снегурочка» Н. Римского-Корсакова)
- 1979 — Ваня («Иван Сусанин» М. И. Глинки). Эту же роль исполнила в фильме-опере «Иван Сусанин», 1979.
- 1979 — Эрда («Золото Рейна» Р. Вагнера)
- 1979 — Разруха («Революцией призванный» Э. Лазарева)
- 1979 — Петровна («Царская невеста» Н. Римского-Корсакова)
- 1979 — Нежата («Садко» Н. Римского-Корсакова)
- 1980 — Ульрика («Бал-маскарад» Дж. Верди)
- 1980 — Мамка Ксении, Хозяйка корчмы («Борис Годунов» М. Мусоргского)
- 1980 — Корнелия («Юлий Цезарь» Г.Ф. Генделя)
- 1981 — Ахросимова («Война и мир» С. Прокофьева)
- 1982 — Матреша, Мавра Кузьминична («Война и мир» С. Прокофьева)
- 1982 — Дуэнья («Обручение в монастыре» С. Прокофьева)
- 1983 — Графиня («Пиковая дама» П. Чайковского)
- 1983 — Няня («Евгений Онегин» П. Чайковского)
- 1983 — Голос Артемиды («Ифигения в Авлиде» К. В. Глюка)
- 1983 — Марта («Иоланта» П. Чайковского)
- 1983 — Райская птица Алконост — («Сказание о невидимом граде Китеже и деве Февронии» Римского-Корсакого)
- 1984 — Азучена («Трубадур» Дж. Верди)
- 1985 — Лючия («Сельская честь» П. Масканьи)
- 1985 — Бабка Василиса («Повесть о настоящем человеке» С. Прокофьева)
- 1986 — Бабариха («Сказка о царе Салтане» Н. Римского-Корсакова)
- 1986 — Полина Егорова, соседка Марии Никифоровны («Зори здесь тихие» К. Молчанова)
- 1988 — ключница Амелфа («Золотой петушок» Н. А. Римского-Корсакова)
- 1988 — Торговка рыбой («Млада» Н. Римского-Корсакова)
- 1989 — Джиованна («Риголетто» Дж. Верди)
- 1990 — Баба с фиолетовым носом («Ночь перед Рождеством» Н. Римского-Корсакова)
- 2001 — Баронесса Вурмергельм («Игрок» С. Прокофьева)
- молодой опричник Басманов («Опричник» П. И. Чайковского)
- Старая цыганка («Алеко» С. В. Рахманинова) — в концертном исполнении